# 夏威夷天堂公園 (夏威夷州)
夏威夷天堂公園（英語：Hawaiian Paradise Park）是位於美國夏威夷州夏威夷縣的一個人口普查指定地區。

## 地理
夏威夷天堂公園的座標為19°35′25″N 154°58′33″W / 19.59028°N 154.97583°W，而該地最高點為海拔高度40米（即140英尺）。

## 人口
根據2010年美國人口普查的數據，夏威夷天堂公園的面積為40.40平方千米，當中陸地面積為39.40平方千米，而水域面積為1.00平方千米。當地共有人口11404人，而人口密度為每平方千米282人。